# Psychoda gilvipes
Psychoda gilvipes är en tvåvingeart som beskrevs av Enrico Adelelmo Brunetti 1908. Psychoda gilvipes ingår i släktet Psychoda och familjen fjärilsmyggor. Inga underarter finns listade i Catalogue of Life.